# Florentino Sotomayor
Florentino Sotomayor Moreno (Bujalance, 7 de abril de 1874-Córdoba, 6 de abril de 1934) fue un abogado, ganadero, empresario y político español. Su ganadería se estrenó un 25 de mayo de 1919 en la plaza de toros de Madrid y el color de su divisa era grana y oro.

## Biografía
Hijo del propietario Eduardo Sotomayor Navarro y María Paula Moreno Gallardo, nació en Bujalance (Córdoba) el 7 de abril de 1874. Estudió Leyes en la Universidad de Sevilla. Casado en 1903 con Pilar Valenzuela, tuvo dos hijos, Alfonso y Pilar. Pilar se casó en 1933 con Antonio Herruzo Martos, rico propietario cordobés. Murió el 6 de abril de 1934.

## Trayectoria política
Florentino Sotomayor fue elegido diputado provincial en 1903. Más tarde, fue senador entre 1914 y 1923 por el Partido Conservador.

## Exportadora Sotomayor S.A.
En octubre de 1917, Florentino Sotomayor pone en marcha la fábrica aceitera “Las Puentes”, en Aguilar de la Frontera. Para ello adquiere la finca “Las Puentes”, que contaba con más de nueve mil olivos, situada entre los límites geográficos de las localidades de Aguilar de la Frontera y Montilla, junto al río Cabra y en el trazado de la carretera nacional que unía las capitales de Córdoba y Málaga, así como a la línea del ferrocarril. Su idea era crear una industria aceitera modélica de ámbito internacional. Con José María Tubino como director y Luis Ruiz de Castañeda como gerente, Sotomayor inaugura apenas dos años más tarde, en 1919, la fábrica “Exportadora Sotomayor, S. A.”, dedicada a la fabricación, venta y exportación de aceites de oliva, jabones, aceituna de mesa, cereales y legumbres.

## Ganadería

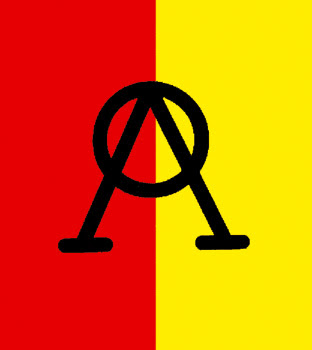
Divisa grana y oro

Fundó una ganadería de reses bravas en 1911 en la finca “Córdoba la Vieja”, finca de 271 hectáreas comprada un año antes a los herederos de Rafael Molina Sánchez, Lagartijo. Con diez vacas de Parladé y un lote de ciento cincuenta hembras, quince utreros y quince erales de Eduardo Miura (los sementales miureños eran: “Lagarto”, “Guineo” e “Inspector”) Sotomayor establece la ganadería en los cortijos de “Cuevas Altas” y “Córdoba la Vieja”, muy cerca de la capital cordobesa. Como mayoral tiene a José Baena “el Rubio”, quien ya había ostentando dicho cargo en las vacadas del marqués de los Castellones. Posteriormente, vuelve a cruzar con dos sementales que adquiere a la marquesa de Tamarón, de nombre “Macarrón” y “Medialuna”, con lo que la sangre miureña va desapareciendo por absorción. 
También fue ya en su tiempo criador de caballos anglo–árabes, y unió a los propios los caballos de la afamada ganadería del marqués de los Castellones.

### Festejos
En la localidad de Lopera (Jaén), acabada la Feria de los Cristos, se celebró el 3 de septiembre de 1915 una corrida de la ganadería de Florentino Sotomayor para un único diestro, Antonio Luque "Ligerito", que cortó una oreja y salió a hombros de la plaza.
Se presentó en Madrid el día 25 de mayo de 1919, luciendo los toros con divisa grana y oro, y grabado a fuego el hierro familiar que tomase de su padre Eduardo Sotomayor Navarro.
El 25 de mayo de 1924 presentó seis toros en la plaza de Córdoba para el rejoneador Antonio Cañero y los diestros Antonio Márquez y Francisco Peralta Facultades.

### Últimos años
El 13 de junio de 1926, un toro de nombre “Gallego” hiere mortalmente al diestro Mariano Montes Mora en la plaza madrileña de Vistalegre. Las heridas -una en un costado, y otra en el triángulo de Scarpa- le quitaron la vida de inmediato.
En 1929, el colombiano Fernando Vélez Daníes importó de España cuatro toros de Florentino Sotomayor, llamados Bilbaíno, Indiano, Polluelo y Querencioso para su ganadería de reses bravas. A Florentino Sotomayor le correspondió el honor de inaugurar la plaza de La Serrezuela (Cartagena de Indias, Colombia), el 17 de mayo de 1930.
El ganadero decide deshacerse de la ganadería y la permuta a los hermanos Martín Alonso en febrero de 1931, que a su vez la venden en 1935 al diestro Marcial Lalanda, siendo a partir de entonces anunciada como Emilia Mejía, nombre de su esposa. Tras la Guerra, fue comprada por Tomás Prieto de la Cal, que añadió otros encastes.